# GMP synthase
La GMP synthase est une ligase qui catalyse la réaction :
ATP + XMP + L-glutamine + H2O  {\displaystyle \rightleftharpoons }  AMP + pyrophosphate + GMP + L-glutamate.
Cette enzyme intervient dans la biosynthèse des nucléotides à guanine à partir de l'IMP. Elle fonctionne en deux étapes successives :
1. L-glutamine + H2O  {\displaystyle \rightleftharpoons }  L-glutamate + NH3 ;
2. ATP + XMP + NH3  {\displaystyle \rightleftharpoons }  AMP + pyrophosphate + GMP.

Elle est présente chez tous les êtres vivants, où elle joue un rôle essentiel dans la formation du GTP et de l'ATP, nucléotides essentiels aussi bien dans le métabolisme énergétique des cellules que dans leur matériel génétique comme précurseurs des acides nucléiques. 